# Surur (Sängersklavin)
Surur, (arabisch سرور, geb. im 12. Jahrhundert wohl in Ägypten; gest. im 12. oder 13. Jahrhundert) war eine Sängersklavin und Konkubine des al-Aziz 'Uthman (1171–1198, reg. 1193–1198), dem zweiten Sultan der Ayyubiden-Dynastie und Sohn des legendären Saladin (1137–1193).

## Leben
Surur wuchs bei einer Frau in Kairo auf, die sie lesen, scheiben und den Koran lehrte, sowie in Grammatik, Lexikografie, Literatur und Dichtkunst unterwies und zu einer Sängersklavin ausbildete. Während der Regierungszeit von Sultan Saladin (1171–1193) begegnete ihr dessen Sohn und designierter Nachfolger al-Aziz 'Uthman, der sich in Surur verliebte, sie aus Angst vor seinem Vater als Sklavin aber nicht erwerben konnte, ehe er selbst nach dem Tod seines Vaters im Jahr 1193 die Herrschaft übernahm. Bis dahin schrieben die beiden sich zahlreiche Briefe. Als er die Herrschaft übernahm, ging Surur in seinen Besitz über. Zeitweise sank Surur in seiner Gunst, als al-Aziz sich mehr für eine andere Sklavin namens Uluf zu interessieren begann.

## Rezeption
In der klassisch-arabischen Literatur wird die Biographie von Surur, ihre Beziehung mit al-Aziz, sowie ihre Lieder und Korrespondenz unter anderem in Ibn Fadlallah al-Umaris (1301–1349) Hauptwerk, dem Lexikon Masālik al-abṣār fī mamālik al-amṣār in seinem Kapitel über bekannte Sängersklavinnen aufgeführt. Er bezeichnet sie zudem als ausgezeichnete Sängerin, die jede andere ihrer Zeit an Können überragt habe.

### Arabische Primärquellen
- Ibn Fadlallah al-Umari (1301–1349): Masālik al-abṣār fī mamālik al-amṣār. Ins Deutsche übersetzt von Yasemin Gökpinar: Der ṭarab der Sängersklavinnen: Masālik al-abṣār fī mamālik al-amṣār von Ibn Faḍlallāh al-ʿUmarī (gest. 749/1349): Textkritische Edition des 10. Kapitels Ahl ʿilm al-mūsīqī mit kommentierter Übersetzung, Ergon Verlag, Baden-Baden 2021.

### Sekundärliteratur
- Yasemin Gökpinar: Der ṭarab der Sängersklavinnen: Masālik al-abṣār fī mamālik al-amṣār von Ibn Faḍlallāh al-ʿUmarī (gest. 749/1349): Textkritische Edition des 10. Kapitels Ahl ʿilm al-mūsīqī mit kommentierter Übersetzung, Ergon Verlag, Baden-Baden 2021.